# Tiffany Trump
Tiffany Ariana Trump (West Palm Beach, 13 ottobre 1993) è una socialite statunitense, quarta figlia di Donald Trump.

## Biografia
È l'unica figlia di Donald Trump con la seconda moglie Marla Maples, attrice e personaggio televisivo che ha sposato nel dicembre 1993. Il suo nome è tratto da Tiffany & Company (suo padre acquistò i diritti di edificazione dall’adiacente negozio di Tiffany sulla Fifth Avenue negli anni '80 per costruire la Trump Tower). I suoi genitori divorziarono nel 1999 dopo essere stati separati per due anni. È cresciuta con sua madre in California.
Ha tre fratelli più grandi, Don Jr., Ivanka ed Eric, che Trump ha avuto dalla prima moglie, Ivana, e un fratello più giovane, Barron, nato dal matrimonio con la terza moglie di Trump, Melania.
Nel 2016, ha conseguito una laurea in lettere presso l'Università della Pennsylvania come sua sorella Ivanka, che si è laureata in sociologia (con una specializzazione in diritto e società). Ha iniziato a frequentare la Georgetown Law School a Washington, DC nel 2017 e si è laureata il 20 maggio 2020.

### Campagna presidenziale 2016

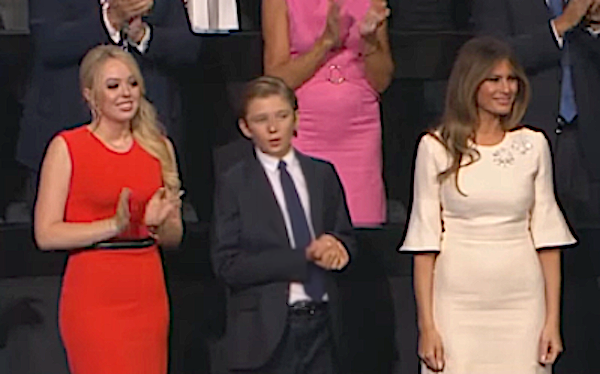
Tiffany, il fratellastro Barron e Melania Trump all'RNC 2016

La campagna presidenziale 2016 di suo padre è stata ufficialmente lanciata il 16 giugno 2015. Durante le elezioni presidenziali del 2016, si è unita a suo padre e agli altri membri della famiglia Trump per sostenere la candidatura.
Ha parlato alla Convention nazionale repubblicana del 2016. Durante il suo discorso, Tiffany ha ammesso di non essere abituata alle luci della ribalta: "Per favore, perdonatemi se sono un po' nervosa. Quando mi sono laureata un paio di mesi fa, non mi sarei mai aspettata di essere qui stasera a rivolgermi alla nazione. Ho tenuto alcuni discorsi davanti ad aule piene di studenti, ma mai in un'arena con più di 10 milioni di persone che guardano".

### Campagna presidenziale 2020
Anche alla Convention nazionale repubblicana dell'agosto 2020, Tiffany Trump è intervenuta nella seconda giornata parlando a favore del padre. Ha detto tra l'altro: "Mio padre è l'unica persona che sfida l'establishment, la burocrazia radicata, le grandi case farmaceutiche e i monopoli dei media e garantisce che le libertà costituzionali degli americani siano rispettate e che la giustizia e la verità prevalgano".

### Attività da cantante e da modella
Nel 2011 la Trump ha pubblicato un singolo musicale chiamato Like a Bird. In seguito ha raccontato nel The Oprah Winfrey Show che stava valutando se condurre la sua carriera musicale "al livello successivo come professionista". Like a Bird ha ricevuto poca attenzione da parte dei media. Dopo il discorso di Trump alla Convention nazionale repubblicana del 2016, la canzone è stata criticata per l'uso della correzione del pitch basata su Auto-Tune e ha incassato recensioni generalmente negative. Nel 2015 la Trump ha lavorato come stagista presso Vogue e si è prestata come modella per una sfilata di moda Andrew Warren 2016 durante la settimana della moda di New York .

## Vita privata
Durante gli studi presso l'Università della Pennsylvania, Tiffany Trump ha avuto una relazione con un compagno di corso. Nel 2018 ha iniziato una relazione con Michael Boulos, un erede miliardario di origini libanesi e dirigente d'azienda la cui famiglia possiede Boulos Enterprises e SCOA Nigeria. I due si sono poi sposati nell'autunno del 2022.  Il 15 maggio 2025 nasce il primo figlio della coppia: Alexander Trump Boulos.

## Rapporto con i media
Tiffany Trump posta frequentemente su Instagram, social media dove nel 2019 aveva più di un milione di followers.
I suoi post su Instagram includono spesso fotografie di lei con amici o con discendenti di genitori o nonni famosi, tra cui Kyra Kennedy, nipote di Robert F. Kennedy; Gaïa Jacquet-Matisse, pronipote dell'artista Henri Matisse; Reya Benitez, figlia di John Benitez; Ezra J. William, figlio di un uomo d'affari indonesiano nel settore immobiliare; ed EJ Johnson, figlio di Magic Johnson . Il gruppo, le cui foto in posa sono state curate da Andrew Warren, è stato nominato "Rich Kids of Instagram" dal New York Post e lo "Snap Pack" dalla rivista The New York Times e New York. A seguito delle proteste sull'uccisione di George Floyd, ha aderito alla campagna mediatica #BlackOutTuesday.